# 7736 Nizhnij Novgorod
7736 Nizhnij Novgorod (1981 RC5) là một tiểu hành tinh vành đai chính được phát hiện ngày 8 tháng 9 năm 1981 bởi L. V. Zhuravleva ở Đài vật lý thiên văn Crimean.